# Дзерожинский, Борис Владимирович
Борис Владимирович Дзерожинский (1864—1915) — генерал-майор, герой Первой мировой войны.

## Биография
Родился 8 февраля 1864 года.
Образование получил в межевых классах Владикавказской военной прогимназии, после чего 4 августа 1883 года был принят в Тифлисское пехотное юнкерское училище. Выпущен в 1886 году подпоручиком (со старшинством от 17 марта 1886 года) в Дагестанский местный батальон.
17 марта 1890 года произведён в поручики, 15 марта 1897 года — в штабс-капитаны и 6 мая 1900 года — в капитаны.
В 1904—1905 годах в рядах 4-го Восточно-Сибирского стрелкового полка сражался с японцами на Дальнем Востоке, был награждён несколькими орденами и в 1905 году за боевые отличия получил чин подполковника (старшинство в чине установлено с 28 сентября 1904 года). Был ранен и причислен к Александровскому комитету о раненых 3-го класса. С весны 1906 года командовал батальоном.
21 сентября 1907 года Дзерожинский был произведён в полковники 1-го Восточно-Сибирского стрелкового полка и 2 мая 1913 года был назначен командиром 38-го Сибирского стрелкового полка.
Принимал участие в Первой мировой войне. Погиб в бою 17 февраля 1915 года. 16 мая 1915 года Дзерожинский был посмертно произведён в генерал-майоры. Высочайшим приказом от 8 июля 1915 года он был награждён орденом св. Георгия 4-й степени
За то, что в бою с 13-го по 17-е февраля 1915 г., при взятии нами германской сильно укреплённой позиции при селении Кержек, командуя полком, после упорного боя захватил передовой опорный пункт неприятельской позиции, последствием чего было взятие всей позиции у селения Кержек, причём 17-го февраля, находясь впереди своего полка, был убит и смертью своей запечатлел содеянный им подвиг.

## Награды
Среди прочих наград Дзерожинский имел ордена:
- Орден Святой Анны 3-й степени с мечами и бантом (1904 год)
- Орден Святого Станислава 2-й степени с мечами (1904 год)
- Орден Святой Анны 2-й степени с мечами (1905 год)
- Орден Святого Владимира 4-й степени с мечами и бантом (1905 год)
- Орден Святого Георгия 4-й степени (8 июля 1915 года)